# 給卡塞爾的7000棵橡樹
《7000棵橡樹——以城市造林取代城市管理》(德語: 7000 Eichen – Stadtverwaldung statt Stadtverwaltung)，俗稱《給卡塞爾的7000棵橡樹》、《7000棵橡樹》，是德國藝術家約瑟夫·博伊斯的大地藝術行動計畫，首次發表於第七屆卡塞爾文獻展。

## 計畫

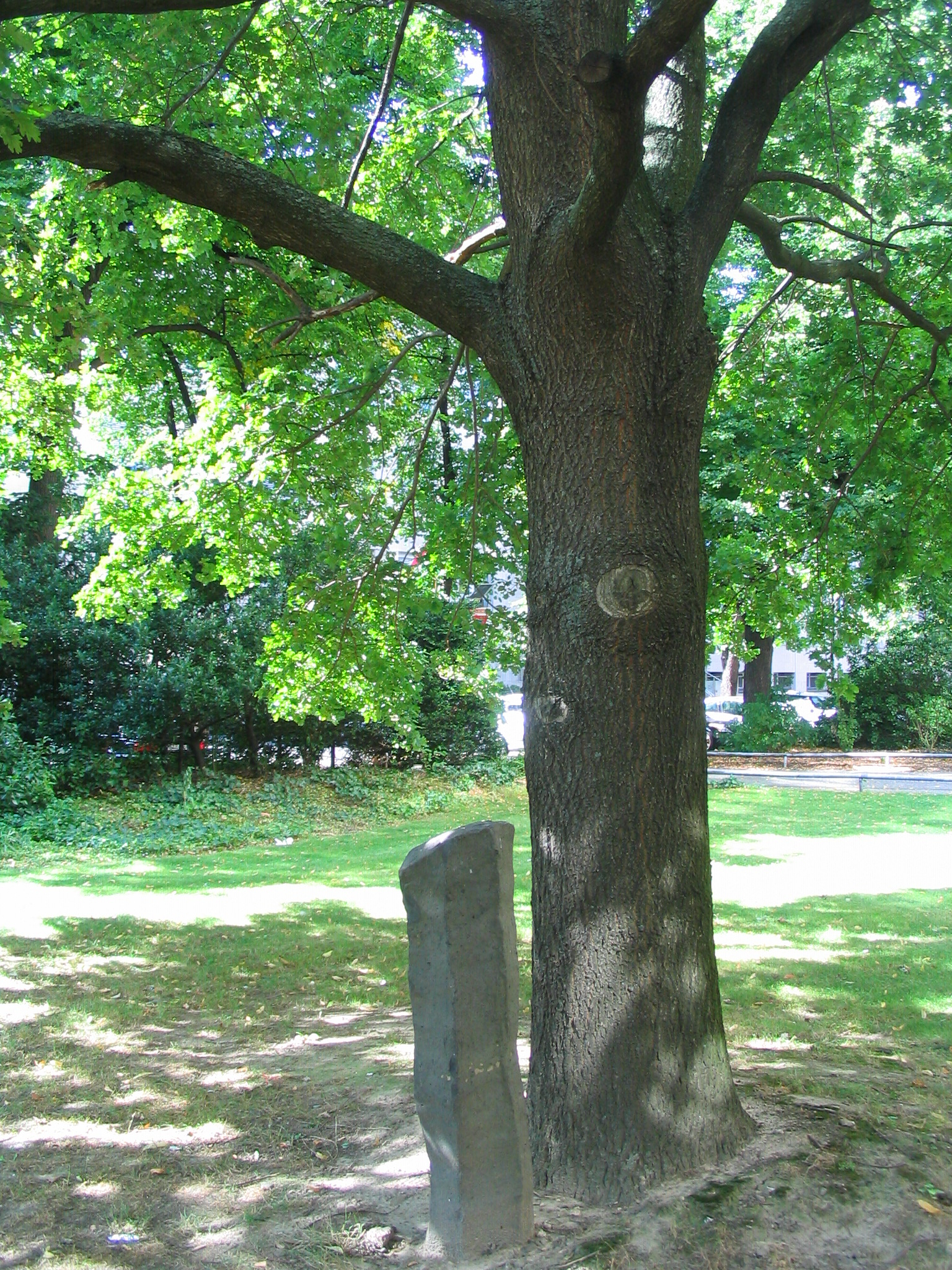
《7000棵橡樹》其之一。攝於2008年。

1982年，透過志願者的響應，博伊斯預計在5年內於德國卡塞尔種植 7000 棵橡樹，並於每棵樹旁設置一黑色玄武岩碑文。
這項規模宏大且持續性的計畫，在初期便引起不少爭議。除了資金籌備困難、壓縮公共空間外，它也受到基督教民主黨主導的保守派州政府反對；某些反對者認為黑色玄武岩碑文有礙觀瞻；此外在計畫執行期間，還發生摩托車騎士衝撞碑文致死的意外。然而隨著種植的樹木越來越多，市民開始感受到城市綠化的利益，反對輿論也漸趨平息。
在被問及創作動機與目標時，博伊斯聲明:
「我認為樹是一種表現永恆的雕塑形式，而生長緩慢、木質堅固的橡樹更是如此。史前的德魯伊信仰者相信橡樹是萬物的根基，因此他們用橡樹作為聖域的象徵，並以「橡木知曉者」自居，而我也預見相同的未來……我用這七千棵橡樹，向世人提出一種簡單但激進的可能性。」 
「《7000棵橡樹》是象徵性的開始，玄武岩石碑則是象徵性的標記。這項計畫的未來目標包括：1. 以環境生態教育為目的，向世界推廣城市綠化；2. 提高城市居民對生態環境的重視；3. 以持續性、創造性與包容性的藝術行動活化社會。」
1986年博伊斯過世，該計畫由他的兒子文策爾繼承。次年，最後一棵橡樹於博伊斯逝世一週年時種下。目前該項目由市政府持有管理。

## 後續影響
2000 年，馬里蘭大學巴爾的摩縣分校藝術、設計和視覺文化中心開發「約瑟夫·博伊斯雕塑公園」和「約瑟夫·博伊斯樹合作夥伴關係」，以博伊斯「人人皆藝術家」的理念為核心，在包含當地學童的500多名志願者協助下，於當地各公園種植350棵橡樹，達成「城市藝廊化」的目標。
迪亞藝術基金會在紐約市仿照《7000棵橡樹》，在紐約市種植 37 棵與碑文配對的樹木。
2007 年，藝術家Ackroyd & Harvey 訪問卡塞爾，並從《7000棵橡樹》上收集橡子。 2021 年，由這些橡子長成的 100 棵樹在英國倫敦泰特現代藝術館展出。